# I liga brazylijska w piłce nożnej (2002)
Brazylia 2002
Mistrzem Brazylii został klub Santos FC, natomiast wicemistrzem Brazylii – klub Corinthians Paulista.
Do Copa Libertadores w roku 2003 zakwalifikowały się następujące kluby:
- Santos FC (mistrz Brazylii)
- Corinthians Paulista (wicemistrz Brazylii i zwycięzca Copa do Brasil)
- Grêmio Porto Alegre (3 miejsce w klasyfikacji końcowej)
- Paysandu SC

Do Copa Sudamericana w roku 2003 zakwalifikowały się następujące kluby:
- Santos FC (mistrz Brazylii)
- Corinthians Paulista (wicemistrz Brazylii i zwycięzca Copa do Brasil)
- Grêmio Porto Alegre (3 miejsce w klasyfikacji końcowej)
- Fluminense FC
- São Paulo
- São Caetano
- Atlético Mineiro
- Cruzeiro EC
- CR Vasco da Gama
- CR Flamengo
- SC Internacional
- SE Palmeiras

Cztery ostatnie w tabeli kluby spadły do drugiej ligi (Campeonato Brasileiro Série B):
- Portuguesa
- SE Palmeiras
- SE Gama
- Botafogo FR

Na miejsce spadkowiczów awansowały dwa najlepsze kluby drugiej ligi:
- Criciúma (mistrz II ligi)
- Fortaleza (wicemistrz II ligi)

Pierwsza liga zmniejszona została z 26 do 24 klubów.

## Campeonato Brasileiro Série A – sezon 2002

### Kolejka 1
| Data             | Mecz |
| ---------------- | --- |
| 10 sierpnia 2002 | CR Vasco da Gama – Figueirense FC 2:0 Ramón Hubner 24, 26                                                       |
| 10 sierpnia 2002 | São Paulo – Paysandu SC 4:2 Jean Narde 15, Jorginho Paulista 30, Luís Fabiano 60, 88 – Jóbson 27k, 67           |
| 10 sierpnia 2002 | Paraná Clube – São Caetano 2:1 Maurílio 45+1, 56 – Serginho 65                                                  |
| 10 sierpnia 2002 | Santos FC – Botafogo FR 2:1 Elano 4, Diego Ribas 43 – Ademílson 85                                              |
| 10 sierpnia 2002 | Goiás EC – Portuguesa 3:1 Danilo 17, Araújo 66, Finazzi 79 – Ricardo Oliveira 16                                |
| 11 sierpnia 2002 | Fluminense FC – Cruzeiro EC 5:1 Magno Alves 29, Fernando Diniz 32, Romário 43k, 90+2, Beto 47 – Fábio Júnior 88 |
| 11 sierpnia 2002 | SE Palmeiras – Grêmio Porto Alegre 1:1 Nenę 79 – Anderson Lima 84                                               |
| 11 sierpnia 2002 | Atlético Mineiro – Corinthians Paulista 1:2 Renaldo 32 – Scheidt 23, Renato 54                                  |
| 11 sierpnia 2002 | SC Internacional – CR Flamengo 1:3 Fabiano Costa 16 – Liédson 11, 29, Felipe Mello 8                            |
| 11 sierpnia 2002 | Guarani FC – Athletico Paranaense 2:1 Luís Fernando Martinez 63, 65 – Kléber 8                                  |
| 11 sierpnia 2002 | Coritiba FBC – EC Vitória 1:0 Tcheco 48                                                                         |
| 11 sierpnia 2002 | EC Bahia – SE Gama 1:0 Robgol 64                                                                                |
| 11 sierpnia 2002 | EC Juventude – AA Ponte Preta 1:0 Marcelo Pereira 36k                                                           |

### Kolejka 2
| Data             | Mecz |
| ---------------- | --- |
| 14 sierpnia 2002 | São Caetano – Fluminense FC 2:0 Adhemar 16, Claudecir 22                                                 |
| 14 sierpnia 2002 | Botafogo FR – Atlético Mineiro 1:1 Galeano 82 – Alexandre 63                                             |
| 14 sierpnia 2002 | Cruzeiro EC – SE Palmeiras 1:1 Fábio Júnior 26k – Itamar 87                                              |
| 14 sierpnia 2002 | Grêmio Porto Alegre – CR Vasco da Gama 3:2 Anderson Lima 1, 18k, Rodrigo Fabri 81 – Ramón Hubner 68k, 71 |
| 14 sierpnia 2002 | Athletico Paranaense – EC Bahia 4:0 Fabiano 45+1, 80, Dagoberto 55, Rodriguinho 90+3                     |
| 14 sierpnia 2002 | Figueirense FC – Guarani FC 0:0 mecz w Joinville                                                         |
| 14 sierpnia 2002 | AA Ponte Preta – Coritiba FBC 2:0 Elivélton 43, Alex Oliveira 72                                         |
| 14 sierpnia 2002 | EC Vitória – Goiás EC 4:1 André 20, 75, 78, Marcelo Heleno 22 – Neném 48                                 |
| 14 sierpnia 2002 | Corinthians Paulista – SC Internacional 3:2 Deivid 27, Guilherme 43, 87 – Fabiano Costa 21, 69           |
| 14 sierpnia 2002 | CR Flamengo – EC Juventude 0:0                                                                           |
| 14 sierpnia 2002 | Portuguesa – Paraná Clube 1:0 Ricardo Oliveira 3                                                         |
| 14 sierpnia 2002 | SE Gama – São Paulo 0:1 Júlio Santos 81                                                                  |

### Kolejka 3
| Data             | Mecz |
| ---------------- | --- |
| 17 sierpnia 2002 | Fluminense FC – Grêmio Porto Alegre 3:1 Magno Alves 10, Romário 62, 82 – Luiz Mário 77                   |
| 17 sierpnia 2002 | SC Internacional – AA Ponte Preta 1:0 Leandrăo 56                                                        |
| 17 sierpnia 2002 | Athletico Paranaense – CR Vasco da Gama 2:1 Kléber 45, 51 – Siston 48                                    |
| 18 sierpnia 2002 | EC Juventude – Santos FC 2:1 Cláudio Pitbull 61, Leonardo Manzi 71 – William 83                          |
| 18 sierpnia 2002 | Guarani FC – Atlético Mineiro 1:4 Marquinhos 5 – Paulinho 26, Marques 35k, 53k, Hélcio 65                |
| 18 sierpnia 2002 | CR Flamengo – Goiás EC 1:1 Athirson 60k – Neném 61                                                       |
| 18 sierpnia 2002 | Paraná Clube – São Paulo 2:3 Maurílio 72k, Emerson 88 – Kaká 17, Júlio Baptista 32, Reinaldo Oliveira 53 |
| 18 sierpnia 2002 | Cruzeiro EC – Botafogo FR 0:0                                                                            |
| 18 sierpnia 2002 | Portuguesa – Figueirense FC 0:0                                                                          |
| 18 sierpnia 2002 | EC Bahia – Coritiba FBC 1:2 Robgol 74 – Lima 44, Alexandre Fávaro 86                                     |
| 18 sierpnia 2002 | SE Gama – EC Vitória 2:1 Dimba 57, 58 – Aristizábal 31                                                   |
| 18 sierpnia 2002 | São Caetano – Corinthians Paulista 3:0 Claudecir 12, 18, Edu Sales 77                                    |

### Kolejka 4
| Data             | Mecz                                                                                        |
| ---------------- | ------------------------------------------------------------------------------------------- |
| 21 sierpnia 2002 | Botafogo FR – SC Internacional 2:2 Carlos Miguel 27, Cleiton 38 – Adenílson 82, 90+2        |
| 21 sierpnia 2002 | São Paulo – EC Juventude 0:1 Hélder 2                                                       |
| 21 sierpnia 2002 | Atlético Mineiro – Fluminense FC 1:1 Alexandre Lindo 24 – Magno Alves 51                    |
| 21 sierpnia 2002 | Paysandu SC – Portuguesa 1:2 Jóbson 9 – Alex Alves 21, Édson Araújo 76                      |
| 21 sierpnia 2002 | Coritiba FBC – CR Flamengo 2:1 Lima 56, Lúcio Flávio 81 – Andrezinho 55                     |
| 21 sierpnia 2002 | EC Vitória – Athletico Paranaense 1:1 Fernando 44 – Kléber 45+1                             |
| 21 sierpnia 2002 | Goiás EC – EC Bahia 1:1 Kley 70 – Nonato 25                                                 |
| 21 sierpnia 2002 | Santos FC – Figueirense FC 3:0 Léo 42, Renato 48, Douglas 87                                |
| 22 sierpnia 2002 | CR Vasco da Gama – SE Gama 0:1 Dimba 40                                                     |
| 22 sierpnia 2002 | SE Palmeiras – São Caetano 3:2 Javier Arce 11, 80, Dodô 68 – Adhemar 66, Marco Aurélio 90+1 |
| 22 sierpnia 2002 | Grêmio Porto Alegre – Guarani FC 0:2 Brener 30, Sérgio Alves 60                             |
| 22 sierpnia 2002 | AA Ponte Preta – Cruzeiro EC 2:0 Alex Oliveira 35, Rodrigo Costa 43                         |

### Kolejka 5
| Data             | Mecz |
| ---------------- | --- |
| 24 sierpnia 2002 | CR Flamengo – Paysandu SC 1:2 Zé Carlos 59 – Jóbson 61k, Balăo 76                                               |
| 24 sierpnia 2002 | SC Internacional – São Paulo 2:2 Fabiano Costa 46, Cleiton Xavier 45+4 – Reinaldo Oliveira 32, 63               |
| 24 sierpnia 2002 | Figueirense FC – Botafogo FR 0:3 Carlos Alberto 22, Ademílson 47, Galeano 67 mecz w Kurytybie                   |
| 25 sierpnia 2002 | SE Palmeiras – Atlético Mineiro 0:4 Mancini 20, 44, Leonardo Oliveira 70, Souza 84                              |
| 25 sierpnia 2002 | Fluminense FC – Santos FC 1:1 Roni 90+2 – Diego Ribas 56                                                        |
| 25 sierpnia 2002 | Coritiba FBC – Corinthians Paulista 1:2 Genílson 12 – Deivid 67, Leandro Azevedo 81                             |
| 25 sierpnia 2002 | Portuguesa – SE Gama 1:0 Ricardo Oliveira 46                                                                    |
| 25 sierpnia 2002 | Cruzeiro EC – EC Bahia 2:1 Cris 2, 44 – Valdomiro 25                                                            |
| 25 sierpnia 2002 | EC Vitória – EC Juventude 2:1 Aristizábal 10, 85 – Edmílson 32                                                  |
| 25 sierpnia 2002 | AA Ponte Preta – Grêmio Porto Alegre 1:1 Valdir Lucas 66 – Rodrigo Fabri 31                                     |
| 25 sierpnia 2002 | Goiás EC – CR Vasco da Gama 2:4 Géder 6s, Finazzi 79 – Souza 15, Rodrigo Souto 34, Washington Silva 63, Cadu 73 |

### Kolejka 6
| Data             | Mecz                                                                      |
| ---------------- | ------------------------------------------------------------------------- |
| 28 sierpnia 2002 | Guarani FC – SC Internacional 1:1 Sangaletti 90+2 – Fernando Baiano 90+2k |
| 28 sierpnia 2002 | EC Juventude – Fluminense FC 2:0 Cláudio Pitbull 39, 85                   |
| 28 sierpnia 2002 | Santos FC – Paraná Clube 2:1 Léo 63, Diego Ribas 77k – Maurílio 46        |
| 28 sierpnia 2002 | SE Gama – CR Flamengo 2:1 Rafael 26, Paulo Nunes 72 – Zé Carlos 66        |
| 28 sierpnia 2002 | Athletico Paranaense – SE Palmeiras 1:0 Kléber 34                         |
| 28 sierpnia 2002 | Corinthians Paulista – Cruzeiro EC 1:1 Rogério Régis 24 – Fábio Júnior 15 |
| 28 sierpnia 2002 | EC Bahia – Figueirense FC 1:2 Robgol 84k – William 60, Pires 67           |
| 29 sierpnia 2002 | São Paulo – Goiás EC 2:0 Luís Fabiano 47, 89                              |
| 29 sierpnia 2002 | Grêmio Porto Alegre – Portuguesa 0:0                                      |
| 29 sierpnia 2002 | Atlético Mineiro – EC Vitória 2:1 Renaldo 12, Marques 53 – Fernando 45    |

### Kolejka 7
| Data             | Mecz                                                                                          |
| ---------------- | --------------------------------------------------------------------------------------------- |
| 31 sierpnia 2002 | Coritiba FBC – Fluminense FC 2:0 Da Silva 16, Jabá 85                                         |
| 31 sierpnia 2002 | Botafogo FR – SE Gama 1:0 Galeano 77                                                          |
| 31 sierpnia 2002 | Corinthians Paulista – Athletico Paranaense 0:3 Kléber 23, Fabiano 30, Kléberson 83           |
| 31 sierpnia 2002 | SC Internacional – Santos FC 3:0 Fernando Baiano 13k, Mahicon Librelatto 60, Carlos Miguel 90 |
| 1 września 2002  | CR Flamengo – Cruzeiro EC 1:1 Iranildo 32 – Fábio Júnior 16                                   |
| 1 września 2002  | São Paulo – Grêmio Porto Alegre 2:0 Fábio Simplício 31, Kaká 33                               |
| 1 września 2002  | Atlético Mineiro – Portuguesa 0:0                                                             |
| 1 września 2002  | Paraná Clube – SE Palmeiras 5:1 Márcio 6k, 34, 55, 66, Fabinho 90+1 – Dodô 1                  |
| 1 września 2002  | EC Vitória – Paysandu SC 5:1 Samir 21, André 32, 56, 74, 84 – Jóbson 34k                      |
| 1 września 2002  | AA Ponte Preta – São Caetano 0:1 Marlon 63                                                    |
| 1 września 2002  | EC Juventude – CR Vasco da Gama 1:0 Marcelo Pereira 53k                                       |
| 1 września 2002  | Goiás EC – Guarani FC 1:2 Zé Carlos 46 – Bruno Quadros 10, Sérgio Alves 77                    |

### Kolejka 8
| Data            | Mecz |
| --------------- | --- |
| 4 września 2002 | CR Vasco da Gama – Atlético Mineiro 1:2 Cadu 21 – Mancini 22, Kim 64                                                     |
| 4 września 2002 | CR Flamengo – Fluminense FC 5:2 Athirson 12, Zé Carlos 18, Liédson 58, Iranildo 68, Fábio Baiano 78 – César 1, Roni 90+1 |
| 4 września 2002 | SE Palmeiras – Coritiba FBC 2:2 Fabiano Eller 25, Darío Muńoz 68 – Lima 39, Da Silva 45                                  |
| 4 września 2002 | Cruzeiro EC – São Paulo 3:1 Marcelo Ramos 24, Luisăo 48, Fábio Júnior 85 – Luís Fabiano 72                               |
| 4 września 2002 | Athletico Paranaense – Botafogo FR 2:0 Alex Mineiro 62, Dagoberto 67                                                     |
| 4 września 2002 | Paysandu SC – Corinthians Paulista 0:1 Fábio Luciano 11                                                                  |
| 4 września 2002 | EC Bahia – Paraná Clube 3:2 Nonato 50, Gil Baiano 55, Daniel 74 – Maurílio 58, Márcio 83                                 |
| 4 września 2002 | SE Gama – AA Ponte Preta 0:0                                                                                             |
| 4 września 2002 | São Caetano – Guarani FC 2:1 Adăozinho 44, Somália 56 – Émerson Ávila 69                                                 |
| 5 września 2002 | Portuguesa – SC Internacional 0:2 Mahicon Librelato 59, Fernando Baiano 90+1                                             |
| 5 września 2002 | Santos FC – EC Vitória 3:0 Alberto 8, 11, Robinho 42                                                                     |

### Kolejka 9
| Data            | Mecz                                                                                                |
| --------------- | --------------------------------------------------------------------------------------------------- |
| 7 września 2002 | CR Vasco da Gama – Coritiba FBC 1:0 Dejan Petkovic 90+1                                             |
| 7 września 2002 | SE Palmeiras – SE Gama 2:2 Zinho 5, Dodô 21 – Dimba 41, 85                                          |
| 7 września 2002 | São Caetano – São Paulo 3:0 Magrăo 37, Marco Aurélio 54, Claudecir 90+3                             |
| 7 września 2002 | Atlético Mineiro – AA Ponte Preta 2:0 Hélcio 21, Neguete 37                                         |
| 7 września 2002 | Goiás EC – Botafogo FR 2:2 Evair 22k, 24 – Romeu 15, Ademílson 90+1                                 |
| 8 września 2002 | Fluminense FC – Figueirense FC 4:3 Magno Alves 2, 43, Yan 75, Romário 88 – Selmir 50, 79, Mendes 85 |
| 8 września 2002 | Santos FC – Athletico Paranaense 2:2 William 52, Alberto 70 – Canindé 6s, Kléberson 69k             |
| 8 września 2002 | Grêmio Porto Alegre – Corinthians Paulista 4:0 Rodrigo Fabri 16, 22, 47, Rodrigo Mendes 69          |
| 8 września 2002 | Paraná Clube – CR Flamengo 3:0 Márcio 40, Fabinho 66, Alexandre 77                                  |
| 8 września 2002 | EC Vitória – SC Internacional 0:0                                                                   |
| 8 września 2002 | EC Juventude – EC Bahia 2:1 Leonardo Manzi 14, 49 – Nonato 1                                        |
| 8 września 2002 | Guarani FC – Paysandu SC 2:0 Brenner 10, Marquinhos 65                                              |

### Kolejka 10
| Data             | Mecz |
| ---------------- | --- |
| 11 września 2002 | CR Flamengo – Athletico Paranaense 3:2 Liédson 28, 39, Iranildo 69k – Kléberson 10, Kléber 54                          |
| 11 września 2002 | Portuguesa – São Caetano 3:2 Édson Araújo 15, 42, Alexandre Gaúcho 39 – Adhemar 52, 76                                 |
| 11 września 2002 | SC Internacional – SE Palmeiras 3:2 Luiz Alberto 22, Fernando Baiano 11, Cris 85 – Nenę 72, César 81                   |
| 11 września 2002 | Coritiba FBC – Santos FC 4:2 Lúcio Flávio 38k, Edinho Baiano 40, Reginaldo Araújo 41, Da Silva 65 – Diego Ribas 24, 30 |
| 11 września 2002 | EC Bahia – Grêmio Porto Alegre 1:1 Robgol 1 – Gilberto 66                                                              |
| 11 września 2002 | AA Ponte Preta – Paraná Clube 1:0 Macedo 6                                                                             |
| 11 września 2002 | Figueirense FC – EC Vitória 0:2 André 23, Samir 86                                                                     |
| 11 września 2002 | Paysandu SC – CR Vasco da Gama 2:0 Albertinho 41, Marcos Dobrada 61                                                    |
| 12 września 2002 | Botafogo FR – EC Juventude 0:4 Marcelo Pereira 20, Leonardo Manzi 46, Michel 57, 63                                    |
| 12 września 2002 | Corinthians Paulista – Goiás EC 3:0 Deivid 36, 42, Rogério Régis 39                                                    |
| 12 września 2002 | Cruzeiro EC – Guarani FC 0:2 Sérgio Alves 51, Joăo Paulo 87                                                            |
| 12 września 2002 | SE Gama – Fluminense FC 1:2 Dimba 9 – César 25, Magno Alves 63                                                         |

### Kolejka 11
| Data             | Mecz |
| ---------------- | --- |
| 14 września 2002 | SC Internacional – Figueirense FC 2:4 Márcio 86, Leandrăo 90+1 – Thiago Gentil 28, Selmir 59, Marcelinho 85, Fernandes 90+3 |
| 14 września 2002 | Santos FC – Grêmio Porto Alegre 2:0 Alberto 33, Léo 89                                                                      |
| 14 września 2002 | Paraná Clube – Athletico Paranaense 2:2 Émerson 28, Fabinho 56 – Kléber 22, 33                                              |
| 14 września 2002 | SE Palmeiras – EC Bahia 1:2 Alexandre 71 – Gil Baiano 14, Geraldo 88                                                        |
| 15 września 2002 | São Paulo – Fluminense FC 6:0 Júlio Baptista 6, Kaká 56, Régis 69, Leandro Amaral 81, Luís Fabiano 85, 89                   |
| 15 września 2002 | Coritiba FBC – Goiás EC 3:1 Reginaldo Nascimento 74, Danilo 79, Lúcio Flávio 85 – Neném 39                                  |
| 15 września 2002 | Botafogo FR – CR Vasco da Gama 1:1 Carlos Alberto 44 – Cadu 9                                                               |
| 15 września 2002 | Guarani FC – Corinthians Paulista 0:0                                                                                       |
| 15 września 2002 | São Caetano – SE Gama 4:0 Wágner 4, Somália 15, 58, Lúcio 44                                                                |
| 15 września 2002 | EC Vitória – Portuguesa 4:3 Fernando 18, André 56, Ramalho 61, Marcos 89 – Alexandre Gaúcho 41, 74, Júnior 57               |
| 15 września 2002 | EC Juventude – Atlético Mineiro 1:0 Índio 71                                                                                |
| 15 września 2002 | Cruzeiro EC – Paysandu SC 3:1 Marcelo Ramos 51, 53, Alessandro 90 – Gino 2                                                  |

### Kolejka 12
| Data             | Mecz                                                                                 |
| ---------------- | ------------------------------------------------------------------------------------ |
| 18 września 2002 | CR Vasco da Gama – Santos FC 1:2 Elano 5, Alex 62 – Souza 16                         |
| 18 września 2002 | Portuguesa – Botafogo FR 2:0 Édson Araújo 76, Ricardo Oliveira 77                    |
| 18 września 2002 | Goiás EC – São Caetano 3:0 Neném 50, Jefferson Feijăo 65, Tiago 82                   |
| 18 września 2002 | Figueirense FC – Cruzeiro EC 3:1 Igor 21, Thiago Gentil 39, William 90+2 – Luisăo 45 |
| 18 września 2002 | Paysandu SC – Coritiba FBC 1:1 Jóbson 90+1k – Lima 30                                |
| 18 września 2002 | Athletico Paranaense – SE Gama 1:3 Kléber 70 – Dimba 7, 75, Rafael 27                |
| 18 września 2002 | EC Bahia – São Paulo 2:0 Geraldo 75, Bebeto Campos 90+1                              |
| 18 września 2002 | AA Ponte Preta – SE Palmeiras 2:0 Elivélton 57k, 62k                                 |
| 19 września 2002 | Grêmio Porto Alegre – EC Juventude 2:0 Adriano Chuva 38, Tinga 76                    |
| 19 września 2002 | Corinthians Paulista – EC Vitória 2:1 Deivid 25, Fábio Luciano 57 – Allann Delon 85  |
| 19 września 2002 | Atlético Mineiro – Paraná Clube 4:1 Souza 9, Mancini 56, 63, 72 – Rodrigăo 71        |

### Kolejka 13
| Data             | Mecz |
| ---------------- | --- |
| 21 września 2002 | Botafogo FR – Coritiba FBC 0:2 Jabá 24 86                                                                  |
| 21 września 2002 | Portuguesa – Cruzeiro EC 0:1 Alessandro 75                                                                 |
| 21 września 2002 | Figueirense FC – SE Palmeiras 1:0 Selmir 38                                                                |
| 21 września 2002 | Santos FC – Goiás EC 1:1 Elano 39 – Araújo 34                                                              |
| 22 września 2002 | CR Vasco da Gama – SC Internacional 1:1 Ely Thadeu 73 – Fernando Baiano 56                                 |
| 22 września 2002 | Corinthians Paulista – Paraná Clube 2:1 Guilherme 83, 86 – Márcio 21                                       |
| 22 września 2002 | Atlético Mineiro – CR Flamengo 0:3 Liédson 48, 62 – Zé Carlos 58                                           |
| 22 września 2002 | Athletico Paranaense – São Paulo 1:1 Dagoberto 74 – Ricardinho 87                                          |
| 22 września 2002 | Paysandu SC – AA Ponte Preta 4:3 Jóbson 21, 48, Rato 63, Wélber 76 – Humberto 41, 50, Fabrício Carvalho 43 |
| 22 września 2002 | Guarani FC – EC Juventude 0:0                                                                              |
| 22 września 2002 | São Caetano – EC Bahia 1:0 Daniel 18                                                                       |
| 22 września 2002 | Grêmio Porto Alegre – EC Vitória 4:0 Rodrigo Fabri 2, 61, 85, Emerson 83                                   |

### Kolejka 14
| Data             | Mecz |
| ---------------- | --- |
| 25 września 2002 | São Paulo – Atlético Mineiro 1:2 Júlio Baptista 87 – Mancini 11, Paulinho 84                                       |
| 25 września 2002 | Cruzeiro EC – CR Vasco da Gama 4:0 Marcelo Ramos 32, Paulo Miranda 45, Fábio Júnior 53, Alessandro 68              |
| 25 września 2002 | SC Internacional – EC Bahia 1:0 Mahicon Librelato 40                                                               |
| 25 września 2002 | Fluminense FC – Athletico Paranaense 0:1 Adriano Vieira 46                                                         |
| 25 września 2002 | Paraná Clube – Guarani FC 1:2 Márcio 41 – Sérgio Alves 35, 58                                                      |
| 25 września 2002 | EC Vitória – São Caetano 2:2 Alessandro 66, Nadson 90+2 – Adhemar 45+1, Wágner 60                                  |
| 25 września 2002 | AA Ponte Preta – Figueirense FC 3:2 Humberto 20, Hernâni 50, Farício Carvalho 54 – André Luís 25, Thiago Gentil 61 |
| 25 września 2002 | EC Juventude – Corinthians Paulista 0:1 Renato 64s                                                                 |
| 26 września 2002 | SE Gama – Santos FC 0:0                                                                                            |
| 26 września 2002 | Coritiba FBC – Portuguesa 2:0 Lima 10, 43                                                                          |
| 26 września 2002 | SE Palmeiras – Paysandu SC 1:0 Itamar 70                                                                           |
| 26 września 2002 | CR Flamengo – Grêmio Porto Alegre 2:3 Fábio Baiano 64, Hugo 81 – Gilberto 45+1, Tinga 53, Rodrigo Fabri 55         |

### Kolejka 15
| Data             | Mecz |
| ---------------- | --- |
| 28 września 2002 | SC Internacional – Paraná Clube 1:2 Cleităo 4 – Maurílio 6, 16                                                       |
| 28 września 2002 | Fluminense FC – Guarani FC 2:1 Magno Alves 3, Marcăo 8 – Sérgio Alves 86k                                            |
| 28 września 2002 | EC Bahia – Botafogo FR 1:2 Geraldo 36 – Lúcio 85, 88                                                                 |
| 28 września 2002 | Cruzeiro EC – EC Juventude 2:1 Alex 34, Alessandro 63 – Valdo 45                                                     |
| 28 września 2002 | Athletico Paranaense – São Caetano 0:1 Claudecir 22                                                                  |
| 29 września 2002 | CR Vasco da Gama – Portuguesa 4:0 Geder 26, Valdir Bigode 45+1, 48, Léo Lima 90+1                                    |
| 29 września 2002 | São Paulo – Corinthians Paulista 2:2 Reinaldo Oliveira 70, 80 – Gil 57, 90                                           |
| 29 września 2002 | Paysandu SC – Atlético Mineiro 5:2 Jóbson 21k, Luís Fernando 29, Magno 61, Zé Augusto 63, Sandro 71 – Mancini 16, 80 |
| 29 września 2002 | AA Ponte Preta – CR Flamengo 3:1 Fabrício Carvalho 45+1, 52, Caíco 51 – Fábio Baiano 85k                             |
| 29 września 2002 | Figueirense FC – SE Gama 2:1 Igor 55, 60 – Dimba 70                                                                  |
| 29 września 2002 | Goiás EC – Grêmio Porto Alegre 4:1 Araújo 41, 72, Neném 47k, 49 – Rodrigo Fabri 45k                                  |
| 29 września 2002 | Santos FC – SE Palmeiras 1:1 Robinho 21 – Javier Arce 87                                                             |

### Kolejka 16
| Data                | Mecz                                                                                               |
| ------------------- | -------------------------------------------------------------------------------------------------- |
| 2 października 2002 | Grêmio Porto Alegre – Paysandu SC 3:0 Rodrigo Fabri 70, 81, 83                                     |
| 2 października 2002 | Botafogo FR – AA Ponte Preta 2:1 Ademílson 63, Galeano 78k – Elivélton 83k                         |
| 2 października 2002 | SE Gama – SC Internacional 1:1 Dimba 51 – Cleiton Xavier 52                                        |
| 2 października 2002 | São Caetano – Coritiba FBC 1:0 Robert 73                                                           |
| 2 października 2002 | SE Palmeiras – São Paulo 1:1 Darío Muńoz 37 – Luís Fabiano 40                                      |
| 2 października 2002 | EC Vitória – Fluminense FC 2:1 Aristizábal 49, Paulo Rodrigues 62 – Beto 56                        |
| 2 października 2002 | EC Juventude – Goiás EC 2:1 Índio 23, Leonardo Manzi 27 – Jefferson Feijăo 46                      |
| 2 października 2002 | CR Flamengo – EC Bahia 1:1 Iranildo 1k – Nei Fabiano 82                                            |
| 3 października 2002 | Paraná Clube – Cruzeiro EC 1:1 Emerson 20 – Paulo Miranda 75                                       |
| 3 października 2002 | Corinthians Paulista – Santos FC 2:4 Fabinho 56, Leandro Azevedo 80 – Alberto 18, 31, Elano 47, 53 |
| 3 października 2002 | Atlético Mineiro – Figueirense FC 0:2 Lino 15, 90k                                                 |

### Kolejka 17
| Data                | Mecz                                                                           |
| ------------------- | ------------------------------------------------------------------------------ |
| 5 października 2002 | Botafogo FR – São Caetano 1:1 Ademílson 32 – Robert 71                         |
| 5 października 2002 | CR Flamengo – São Paulo 2:3 Liédson 59, 89 – Reinaldo Oliveira 25, 57, Kaká 81 |
| 5 października 2002 | SE Gama – Paysandu SC 2:0 Rafael 8, Dimba 64                                   |
| 5 października 2002 | SE Palmeiras – Portuguesa 2:1 Juninho 11, Alexandre 67 – Alex Alves 20         |
| 5 października 2002 | Goiás EC – Athletico Paranaense 0:0                                            |
| 5 października 2002 | Guarani FC – CR Vasco da Gama 1:2 Léo 33 – Rodrigo Souto 22, Ramón Hubner 35   |

### Kolejka 18
| Data                | Mecz                                                                                          |
| ------------------- | --------------------------------------------------------------------------------------------- |
| 8 października 2002 | Fluminense FC – Paraná Clube 3:2 Romário 9, 21, Magno Alves 81 – Márcio 45, Alexandre 73      |
| 8 października 2002 | São Paulo – Coritiba FBC 3:1 Reinaldo Oliveira 7, 68, Jorginho Paulista 83 – Willians 89      |
| 8 października 2002 | Guarani FC – SE Gama 3:1 Sérgio Alves 3, 66, Léo 87 – Dimba 41                                |
| 9 października 2002 | Grêmio Porto Alegre – Botafogo FR 1:1 Roberto 59 – Odvan 77                                   |
| 9 października 2002 | CR Flamengo – São Caetano 2:0 Liédson 3, 75                                                   |
| 9 października 2002 | Corinthians Paulista – Figueirense FC 2:2 Rogério Régis 7, Guilherme 81 – Mendes 60, Lino 82k |
| 9 października 2002 | Santos FC – Atlético Mineiro 3:2 Alberto 27, Alex 84, Robinho 88 – Souza 55, Paulinho 90+2    |
| 9 października 2002 | Athletico Paranaense – AA Ponte Preta 0:1 Macedo 81                                           |
| 9 października 2002 | Paysandu SC – EC Bahia 3:2 Souza 4, 76, Jóbson 29 – Nonato 14, Jair 18                        |
| 9 października 2002 | EC Vitória – Cruzeiro EC 4:2 Aristizábal 42k, 76, 85, Élson 50 – Maicon 16, Fábio Júnior 30   |
| 9 października 2002 | EC Juventude – Portuguesa 1:1 Edmílson 83 – Alex Alves 54                                     |
| 9 października 2002 | Goiás EC – SE Palmeiras 4:2 Fabăo 23, Araújo 30, 57, Evair 34 – Javier Arce 50k, 73k          |

### Kolejka 19
| Data                 | Mecz |
| -------------------- | --- |
| 12 października 2002 | SE Palmeiras – EC Juventude 2:2 Javier Arce 54k, Rubens Cardoso 90+1 – Leonardo Manzi 83, 85                                       |
| 12 października 2002 | Figueirense FC – São Paulo 0:3 Kaká 34, 77, Luís Fabiano 86                                                                        |
| 12 października 2002 | São Caetano – CR Vasco da Gama 2:0 Marco Aurélio 27, Adhemar 48                                                                    |
| 12 października 2002 | Paraná Clube – EC Vitória 1:0 Márcio 65                                                                                            |
| 13 października 2002 | Botafogo FR – Paysandu SC 1:0 Rodrigăo 19                                                                                          |
| 13 października 2002 | Portuguesa – Athletico Paranaense 1:1 Édson Araújo 90k – Dagoberto 60                                                              |
| 13 października 2002 | AA Ponte Preta – Goiás EC 3:2 Caíco 14, Alex Oliveira 31, Fabrício Carvalho 39 – Araújo 22, André Cruz 28                          |
| 13 października 2002 | Cruzeiro EC – Santos FC 1:4 Elano 4, 53, André Luiz 18, Robinho 62 – Joăozinho 86                                                  |
| 13 października 2002 | SC Internacional – Fluminense FC 2:2 Daniel Carvalho 53, Mahicon Librelato 86 – Magno Alves 32, Romário 78                         |
| 13 października 2002 | Coritiba FBC – Guarani FC 0:1 Luís Fernando Martinez 51                                                                            |
| 13 października 2002 | SE Gama – Corinthians Paulista 1:3 Lindomar 5k – Deivid 32, Renato 54, Gil 64                                                      |
| 13 października 2002 | EC Bahia – Atlético Mineiro 5:3 Nonato 11, Gutiérrez 14s, Valdomiro 55, Robgol 79, Geraldo 89 – Marques 9, Mancini 19, Michel 45+1 |

### Kolejka 20
| Data                 | Mecz |
| -------------------- | --- |
| 16 października 2002 | Paysandu SC – Paraná Clube 3:1 Balăo 65, 69, 84 – Waldir 90                                                       |
| 16 października 2002 | CR Vasco da Gama – CR Flamengo 2:1 Ramón Hubner 31, 84 – Iranildo 40k                                             |
| 16 października 2002 | Coritiba FBC – Grêmio Porto Alegre 0:0                                                                            |
| 16 października 2002 | SC Internacional – Goiás EC 1:2 Mahicon Librelato 83 – Márcio 31s, Evair 47                                       |
| 16 października 2002 | Figueirense FC – Athletico Paranaense 3:2 Thiago Gentil 23, 64, Paulo Sérgio 50 – Adriano Vieira 31, Kléberson 55 |
| 16 października 2002 | SE Gama – EC Juventude 1:0 Dimba 71                                                                               |
| 16 października 2002 | São Paulo – Santos FC 3:2 Luís Fabiano 56k, Reinaldo Oliveira 58, Ricardinho 89k – Robert 70, Diego Ribas 83k     |
| 16 października 2002 | EC Bahia – AA Ponte Preta 2:1 Robgol 40k, Nonato 65 – Valdir Lucas 63                                             |
| 17 października 2002 | SE Palmeiras – Guarani FC 4:2 Juninho 4, Javier Arce 28k, Itamar 38, César 41 – Sérgio Alves 50k, Adriano 53      |
| 17 października 2002 | Botafogo FR – EC Vitória 1:4 Lúcio 51 – Allann Delon 4, 40, Aristizábal 13, 67                                    |
| 17 października 2002 | Atlético Mineiro – São Caetano 2:1 Paulinho 27, Michel 40 – Magrăo 81k                                            |

### Kolejka 21
| Data                 | Mecz |
| -------------------- | --- |
| 19 października 2002 | Santos FC – Portuguesa 1:2 Diego Ribas 10 – César 32, Danilo 67                                                              |
| 19 października 2002 | CR Vasco da Gama – Paraná Clube 1:0 Ramón Hubner 43                                                                          |
| 19 października 2002 | Grêmio Porto Alegre – SE Gama 3:1 Rodrigo Fabri 73, Anderson Lima 76k, 90k – Dimba 13                                        |
| 20 października 2002 | Corinthians Paulista – AA Ponte Preta 1:0 Marcinho 74                                                                        |
| 20 października 2002 | Fluminense FC – EC Bahia 1:0 Romário 60                                                                                      |
| 20 października 2002 | Cruzeiro EC – Atlético Mineiro 1:2 Luisăo 81 – Souza 56, Paulinho 65                                                         |
| 20 października 2002 | Guarani FC – São Paulo 1:2 Luís Fernando Martinez 40 – Ricardinho 24, Luís Fabiano 38k                                       |
| 20 października 2002 | EC Vitória – CR Flamengo 1:2 Allann Delon 79 – Zé Carlos 14, Liédson 58                                                      |
| 20 października 2002 | São Caetano – Paysandu SC 2:1 Magrăo 74k, Adhemar 85 – Balăo 79                                                              |
| 20 października 2002 | Goiás EC – Figueirense FC 1:0 Josué 80                                                                                       |
| 20 października 2002 | Athletico Paranaense – SC Internacional 2:3 Alex Mineiro 23, Fabiano 85 – Mahicon Librelato 22, Luís Alberto 47, 73          |
| 20 października 2002 | EC Juventude – Coritiba FBC 5:3 Índio 6, Edmílson 19, Cláudio Pitbull 38, 49, Itaqui 66 – Da Silva 21, Lúcio Flávio 62k, 64k |

### Kolejka 22
| Data                 | Mecz                                                                                            |
| -------------------- | ----------------------------------------------------------------------------------------------- |
| 23 października 2002 | Corinthians Paulista – SE Palmeiras 2:2 Gil 6, Rogério Régis 70k – Itamar 18, Javier Arce 61k   |
| 23 października 2002 | Portuguesa – Guarani FC 2:0 Ricardo Oliveira 30, Édson Araújo 45                                |
| 23 października 2002 | São Caetano – Cruzeiro EC 1:1 Adhemar 73 – Luisăo 32                                            |
| 23 października 2002 | Figueirense FC – CR Flamengo 2:1 Lino 59k, Thiago Gentil 82 – Felipe Mello 46                   |
| 23 października 2002 | Fluminense FC – Goiás EC 2:2 Romário 26, 72 – Araújo 43, Danilo 89                              |
| 23 października 2002 | Paraná Clube – SE Gama 2:1 Maurílio 31k, 58 – Jackson 17                                        |
| 23 października 2002 | Paysandu SC – Santos FC 2:1 Zé Augusto 11, Vandick 86 – Elano 13                                |
| 23 października 2002 | AA Ponte Preta – EC Vitória 1:1 Hernâni 80 – Allann Delon 12                                    |
| 23 października 2002 | EC Bahia – CR Vasco da Gama 4:2 Nonato 30, Jair 33, Calisto 58, Robgol 62 – Ramón Hubner 61, 69 |

### Kolejka 23
| Data                 | Mecz |
| -------------------- | --- |
| 26 października 2002 | Botafogo FR – Fluminense FC 2:3 Galeano 32k, Leonardo Inácio 62 – César 39, Magno Alves 70, Romário 81k                 |
| 26 października 2002 | Portuguesa – São Paulo 1:3 Luiz Henrique 42 – Rogério Ceni 30, Luís Fabiano 63, 73                                      |
| 26 października 2002 | SC Internacional – Grêmio Porto Alegre 0:1 Rodrigo Mendes 80                                                            |
| 26 października 2002 | Santos FC – CR Flamengo 3:0 William 26, Robert 32, Robinho 40                                                           |
| 26 października 2002 | Athletico Paranaense – Coritiba FBC 1:0 Kléber 13                                                                       |
| 26 października 2002 | SE Gama – Goiás EC 0:1 Tiago 8                                                                                          |
| 26 października 2002 | EC Juventude – Figueirense FC 3:2 Leonardo Manzi 52, 79, Gaúcho 90+2 – Selmir 6, Igor 50                                |
| 28 października 2002 | Guarani FC – AA Ponte Preta 2:4 Sérgio Alves 15, Joăo Paulo 36 – Marinho 39, Valdir Lucas 40, Basílio 75, Elivélton 89k |

### Kolejka 24
| Data                 | Mecz |
| -------------------- | --- |
| 30 października 2002 | CR Flamengo – Corinthians Paulista 0:1 Guilherme 19                                                                        |
| 30 października 2002 | SE Palmeiras – Botafogo FR 2:1 Darío Muńoz 3, Nenę 4 – Carlos Alberto 19                                                   |
| 30 października 2002 | Atlético Mineiro – SC Internacional 3:2 Marques 33, 74k, Kim 69 – Fabiano Costa 20, Cássio 90+1                            |
| 30 października 2002 | Grêmio Porto Alegre – Athletico Paranaense 2:1 Douglas Silva 27s, Rodrigo Mendes 56 – Fabiano 64                           |
| 30 października 2002 | Coritiba FBC – Cruzeiro EC 3:1 Alexandre Fávaro 21, Lima 86, Reginaldo Araújo 90+3 – Fábio Júnior 7                        |
| 30 października 2002 | Paysandu SC – Goiás EC 1:2 Souza 52 – Araújo 48, 77                                                                        |
| 30 października 2002 | EC Bahia – Santos FC 1:1 Robgol 56k – Léo 90+2                                                                             |
| 30 października 2002 | Figueirense FC – São Caetano 1:2 Selmir 14 – Claudecir 24, Robert 42                                                       |
| 31 października 2002 | Fluminense FC – CR Vasco da Gama 2:1 César 66, Beto 84 – Valdir Bigode 71                                                  |
| 31 października 2002 | São Paulo – AA Ponte Preta 5:2 Ameli 11, Luís Fabiano 18, 35k, Reinaldo Oliveira 43, Kaká 88k – Caíco 6, Alex Oliveira 81k |
| 31 października 2002 | Paraná Clube – EC Juventude 3:1 Maurílio 62k, 85, Márcio 78 – Michel 20                                                    |

### Kolejka 25
| Data             | Mecz                                                                                        |
| ---------------- | ------------------------------------------------------------------------------------------- |
| 2 listopada 2002 | CR Flamengo – Botafogo FR 2:0 Zé Carlos 21, Iranildo 67                                     |
| 2 listopada 2002 | Guarani FC – Santos FC 0:2 Diego Ribas 31, Robinho 43 mecz w Jundiaí                        |
| 2 listopada 2002 | SC Internacional – Coritiba FBC 0:1 Lima 89                                                 |
| 3 listopada 2002 | CR Vasco da Gama – SE Palmeiras 1:0 Léo Lima 64                                             |
| 3 listopada 2002 | Corinthians Paulista – Fluminense FC 0:2 Andrei 29, Roni 41                                 |
| 3 listopada 2002 | Cruzeiro EC – Grêmio Porto Alegre 3:2 Alex 3, Fábio Júnior 38, 57k – Rodrigo Fabri 15, 88   |
| 3 listopada 2002 | AA Ponte Preta – Portuguesa 0:0                                                             |
| 3 listopada 2002 | Athletico Paranaense – Atlético Mineiro 2:2 David 5, Dagoberto 28 – Hélcio 65, Alexandre 84 |
| 3 listopada 2002 | Paysandu SC – Figueirense FC 2:1 Vandick 73, Wélber 82 – Lino 6k                            |
| 3 listopada 2002 | Goiás EC – Paraná Clube 4:0 Neném 13, Evair 39k, 83, Bismarck 81                            |
| 3 listopada 2002 | São Caetano – EC Juventude 2:1 Adhemar 21, Magrăo 71 – Valdo 85                             |
| 3 listopada 2002 | EC Vitória – EC Bahia 1:0 Fernando 38k                                                      |

### Kolejka 26
| Data             | Mecz |
| ---------------- | --- |
| 6 listopada 2002 | Fluminense FC – SE Palmeiras 0:3 Zinho 22, Flávio Luís 58, Juninho 85                                                           |
| 6 listopada 2002 | São Paulo – CR Vasco da Gama 5:3 Ramón Hubner 36, 39, Zé Carlos 68 – Luís Fabiano 45+1k, 69, 73, Jean Narde 62, Júlio Santos 75 |
| 6 listopada 2002 | Athletico Paranaense – Paysandu SC 2:1 Douglas Silva 31, Adriano Vieira 35 – Vandick 71                                         |
| 6 listopada 2002 | EC Vitória – Guarani FC 3:1 Alexsandro 75, 90+1, Fernando 85 – Júnior 49                                                        |
| 6 listopada 2002 | Figueirense FC – Grêmio Porto Alegre 0:2 Rodrigo Mendes 31, Rodrigo Fabri 80                                                    |
| 6 listopada 2002 | SE Gama – Cruzeiro EC 2:3 Romualdo 12, Anderson 16 – Fábio Júnior 57, Leandro Wanderley 74, Cris 82                             |
| 6 listopada 2002 | São Caetano – SC Internacional 1:1 Luís Carlos Capixaba 45 – Fernando Baiano 83                                                 |
| 7 listopada 2002 | Atlético Mineiro – Coritiba FBC 3:1 Kim 13, Marques 40k, 90 – Da Silva 25                                                       |
| 7 listopada 2002 | Paraná Clube – Botafogo FR 2:0 Fábio Luís 33, Márcio 72                                                                         |
| 7 listopada 2002 | Corinthians Paulista – Portuguesa 5:2 Deivid 28, 75, Guilherme 35, 52, 78 – Éder 41, Alex Alves 57k                             |

### Kolejka 27
| Data              | Mecz |
| ----------------- | --- |
| 9 listopada 2002  | CR Vasco da Gama – EC Vitória 4:1 Russo 39, Ramón Hubner 48k, Dejan Petkovic 67, Valdir Bigode 88 – Zé Roberto 37 |
| 9 listopada 2002  | Cruzeiro EC – Athletico Paranaense 4:1 Igor 15s, Fábio Júnior 25, Luisăo 44, Marcelo Batatais 58 – Igor 24        |
| 9 listopada 2002  | Santos FC – AA Ponte Preta 1:3 Robinho 49k – Basílio 15, 29, Caíco 32                                             |
| 9 listopada 2002  | Grêmio Porto Alegre – São Caetano 2:2 Rodrigo Fabri 1, Gilberto 76 – Luís Carlos Capixaba 41, Marlon 83           |
| 9 listopada 2002  | Paysandu SC – Fluminense FC 3:2 Souza 43k, Rato 70, Marcos Dobrada 83 – Andrei 6, Fábio Bala 89                   |
| 10 listopada 2002 | Botafogo FR – Corinthians Paulista 2:1 Lúcio 10, Fábio 89 – Rogério Régis 19k                                     |
| 10 listopada 2002 | Portuguesa – CR Flamengo 1:2 Ricardo Oliveira 55 – Alessandro 41, Athirson 79k                                    |
| 10 listopada 2002 | Coritiba FBC – Paraná Clube 2:0 Tcheco 84, Jabá 89                                                                |
| 10 listopada 2002 | Guarani FC – EC Bahia 1:1 Sérgio Alves 58k – Bebeto Campos 64                                                     |
| 10 listopada 2002 | EC Juventude – SC Internacional 3:2 Marcelo Pereira 5, Cláudio Pitbull 36, Michel 58 – Fabiano Costa 33, Chris 70 |
| 10 listopada 2002 | Goiás EC – Atlético Mineiro 3:1 Evair 24k, 28k, Araújo 60 – Mancini 17                                            |

### Kolejka 28
| Data              | Mecz |
| ----------------- | --- |
| 13 listopada 2002 | CR Vasco da Gama – AA Ponte Preta 2:0 Valdir Bigode 33, Ramón Hubner 79                                                               |
| 13 listopada 2002 | SE Palmeiras – CR Flamengo 1:1 Nenę 60 – Liédson 33                                                                                   |
| 13 listopada 2002 | Atlético Mineiro – SE Gama 6:4 Renaldo 14, 52, 90+3k, Mancini 43, Kim 79, Marques 82 – Anderson 50, Nen 57, Rodriguinho 74, Dimba 86k |
| 13 listopada 2002 | SC Internacional – Cruzeiro EC 0:1 Luisăo 24                                                                                          |
| 13 listopada 2002 | Coritiba FBC – Figueirense FC 1:2 Lúcio Flávio 16 – Thiago Gentil 1, 56                                                               |
| 13 listopada 2002 | EC Bahia – Corinthians Paulista 0:0                                                                                                   |
| 13 listopada 2002 | EC Juventude – Paysandu SC 0:0 |
| 14 listopada 2002 | Fluminense FC – Portuguesa 2:0 Romário 41k, 57k                                                                                       |
| 14 listopada 2002 | São Paulo – EC Vitória 3:2 Kaká 25, Leandro Amaral 30, Reinaldo Oliveira 55k – Zé Roberto 9, Leílton 14                               |
| 14 listopada 2002 | Paraná Clube – Grêmio Porto Alegre 1:1 William 82 – Ânderson Polga 43                                                                 |
| 14 listopada 2002 | Guarani FC – Botafogo FR 2:0 Marquinhos 7, Luís Fernando Martinez 51                                                                  |

### Kolejka 29
| Data              | Mecz |
| ----------------- | --- |
| 17 listopada 2002 | CR Flamengo – Guarani FC 2:2 Zé Carlos 7, Liédson 63 – Creedence 19, Sérgio Alves 23                                             |
| 17 listopada 2002 | Botafogo FR – São Paulo 0:1 Dill 55                                                                                              |
| 17 listopada 2002 | Corinthians Paulista – CR Vasco da Gama 1:1 Guilherme 65 – Ramón Hubner 86k                                                      |
| 17 listopada 2002 | Portuguesa – EC Bahia 2:4 Ricardo Oliveira 64, 85 – Nonato 36, 48, 74, Bebeto Campos 79                                          |
| 17 listopada 2002 | Cruzeiro EC – Goiás EC 2:0 Marcelo Ramos 55, 82                                                                                  |
| 17 listopada 2002 | Grêmio Porto Alegre – Atlético Mineiro 1:0 Anderson Lima 29                                                                      |
| 17 listopada 2002 | Athletico Paranaense – EC Juventude 4:0 Jadílson 65, 75, 85, Alex Mineiro 71                                                     |
| 17 listopada 2002 | Paysandu SC – SC Internacional 0:2 Mahicon Librelato 58, Fernando Baiano 61                                                      |
| 17 listopada 2002 | EC Vitória – SE Palmeiras 4:3 Allann Delon 3, Aristizábal 26k, Zé Roberto 76, André 85 – Flávio Luís 4, Nenę 48, Javier Arce 88k |
| 17 listopada 2002 | AA Ponte Preta – Fluminense FC 2:3 Caíco 52, Fabrício Carvalho 64 – Roni 68, 72, Romário 80                                      |
| 17 listopada 2002 | Figueirense FC – Paraná Clube 2:2 Lino 9, Thiago Gentil 32 – Maurílio 78, 83                                                     |
| 17 listopada 2002 | SE Gama – Coritiba FBC 4:0 Dimba 45+2, 85, Dario 80, Rodriguinho 83                                                              |
| 17 listopada 2002 | São Caetano – Santos FC 3:2 Claudecir 41, 63, Luís Carlos Capixaba 53 – Alex 58, Alberto 87k                                     |

### Tabela końcowa fazy ligowej sezonu 2002
| Poz | Klub                 | Mecze | Zw | Rem | Por | Pkt | BrZd | BrStr |
| --- | -------------------- | ----- | -- | --- | --- | --- | ---- | ----- |
| 1   | São Paulo            | 25    | 16 | 4   | 5   | 52  | 57   | 35    |
| 2   | São Caetano          | 25    | 14 | 5   | 6   | 47  | 42   | 28    |
| 3   | Corinthians Paulista | 25    | 12 | 7   | 6   | 43  | 37   | 35    |
| 4   | EC Juventude         | 25    | 12 | 5   | 8   | 41  | 34   | 30    |
| 5   | Grêmio Porto Alegre  | 25    | 11 | 8   | 6   | 41  | 39   | 29    |
| 6   | Atlético Mineiro     | 25    | 12 | 4   | 9   | 40  | 49   | 43    |
| 7   | Fluminense FC        | 25    | 12 | 4   | 9   | 40  | 43   | 46    |
| 8   | Santos FC            | 25    | 11 | 6   | 8   | 39  | 46   | 36    |
| 9   | Cruzeiro EC          | 25    | 11 | 6   | 8   | 39  | 40   | 39    |
| 10  | EC Vitória           | 25    | 11 | 4   | 10  | 37  | 46   | 42    |
| 11  | Coritiba FBC         | 25    | 11 | 3   | 11  | 36  | 34   | 34    |
| 12  | Goiás EC             | 25    | 10 | 6   | 9   | 36  | 42   | 39    |
| 13  | AA Ponte Preta       | 25    | 10 | 4   | 11  | 34  | 35   | 34    |
| 14  | Athletico Paranaense | 25    | 9  | 7   | 9   | 34  | 39   | 33    |
| 15  | CR Vasco da Gama     | 25    | 10 | 3   | 12  | 33  | 37   | 38    |
| 16  | Guarani FC           | 25    | 9  | 6   | 10  | 33  | 32   | 35    |
| 17  | Figueirense FC       | 25    | 9  | 4   | 12  | 31  | 34   | 43    |
| 18  | CR Flamengo          | 25    | 8  | 6   | 11  | 30  | 38   | 39    |
| 19  | EC Bahia             | 25    | 8  | 6   | 11  | 30  | 35   | 37    |
| 20  | Paysandu SC          | 25    | 9  | 2   | 14  | 29  | 35   | 46    |
| 21  | SC Internacional     | 25    | 7  | 8   | 10  | 29  | 36   | 37    |
| 22  | Paraná Clube         | 25    | 8  | 4   | 13  | 28  | 37   | 42    |
| 23  | Portuguesa           | 25    | 7  | 6   | 12  | 27  | 26   | 40    |
| 24  | SE Palmeiras         | 25    | 6  | 9   | 10  | 27  | 37   | 46    |
| 25  | SE Gama              | 25    | 7  | 4   | 14  | 25  | 30   | 39    |
| 26  | Botafogo FR          | 25    | 6  | 7   | 12  | 25  | 24   | 39    |

### 1/4 finału
| Fluminense FC – São Caetano 3:0 i 0:2 1 24.11 2003 1:0 Magno Alves 70, 2:0 Roni 75, 3:0 Magno Alves 88 2 27.11 2003 0:1 Daniel 15, 0:2 Magrăo 46k                                                                                               |
| Atlético Mineiro – Corinthians Paulista 2:6 i 1:2 1 24.11 2003 0:1 Gil 13, 0:2 Deivid 29, 1:2 Mancini 40, 2:2 Michel 41, 2:3 Deivid 52, 2:4 Gil 54, 2:5 Deivid 73, 2:6 Deivid 86 2 27.11 2003 0:1 Marcinho 57, 1:1 Mancini 59, 1:2 Guilherme 85 |
| Grêmio Porto Alegre – EC Juventude 0:0 i 1:0 1 24.11 2003 2 27.11 2003 1:0 César Santin 55 |
| Santos FC – São Paulo 3:1 i 2:1 1 24.11 2003 1:0 Alberto 30, 1:1 Kaká 45+1, 2:1 Robinho 51, 3:1 Diego Ribas 66 2 28.11 2003 0:1 Luís Fabiano 4, 1:1 Léo 58, 2:1 Diego Ribas 90+2                                                                |

### 1/2 finału
| Fluminense FC – Corinthians Paulista 1:0 i 2:3 1 01.12 2002 1:0 Romário 76 2 04.12 2002 1:0 Roni 20, 1:1 Gil 35, 1:2 Guilherme 58, 1:3 Guilherme 75, 2:3 Roni 83 Przy równym bilansie dwumeczu nie było dogrywki ani karnych – do finału awansował klub Corinthians, gdyż w tabeli fazy ligowej zajął wyższe miejsce (3) niż klub Fluminense (7). |
| Santos FC – Grêmio Porto Alegre 3:0 i 0:1 1 01.12 2002 1:0 Alberto 37, 2:0 Alberto 68, 3:0 Robinho 79 2 04.12 2002 0:1 Rodrigo Fabri 68 |

### Finał
| 8 grudnia 2002 São Paulo Estádio do Morumbi (58 534) Santos FC – Corinthians Paulista 2:0 (1:0) Sędzia: Antônio Pereira da Silva Bramki: 1:0 Alberto 15, 2:0 Renato 88 Żółte kartki: – / Preto, Alberto, Renato Santos FC (trener Émerson LEĂO): FÁBIO COSTA – MICHEL dos Reis Santana, PRETO – Marcos Antonio Costa, ALEX Rodrigo, LÉO – Leonardo Lourenço Bastos, PAULO ALMEIDA Santos, RENATO Dirnei Florêncio, ELANO Blumer, DIEGO RIBAS da Cunha, ROBINHO – Robson de Souza, ALBERTO Luiz de Souza Sport Club Corinthians Paulista (trener CARLOS ALBERTO PARREIRA): DONIélber Alexandre Marangăo – ROGÉRIO Fidélis Régis, FÁBIO LUCIANO, Rafael Felipe SCHEIDT, KLÉBER de Carvalho Corrêa, FABRÍCIO de Souza, VAMPETA – Marcos André Batista Santos, Carlos RENATO de Abreu (LEANDRO Lessa Azevedo 84'), DEIVID de Souza (MARCINHO – Márcio Miranda R.Silva 72'), GUILHERME Cássio Alves, GILberto Ribeiro Gonçalves |
| 15 grudnia 2002 São Paulo Estádio do Morumbi (74 592) Corinthians Paulista – Santos FC 2:3 (0:1) Sędzia: Carlos Eugênio Simon Bramki: 0:1 Robinho 37k, 1:1 Deivid 75, 2:1 Ânderson 84, 2:2 Elano 88, 2:3 Léo 90+2 Żółte kartki: Fábio Luciano, Fabinho, Fabrício / Fábio Costa, Maurinho Sport Club Corinthians Paulista (trener CARLOS ALBERTO PARREIRA): DONIélber Alexandre Marangăo – ROGÉRIO Fidélis Régis, FÁBIO LUCIANO, ÂNDERSON Cléber Beraldo, KLÉBER de Carvalho Corrêa, FABINHO – Fábio Alves Félix (73 FABRÍCIO de Souza), VAMPETA – Marcos André Batista Santos, Carlos RENATO de Abreu (46 MARCINHO – Márcio M.R.Silva), DEIVID de Souza, GUILHERME Cássio Alves (73 LEANDRO Lessa Azevedo), GILberto Ribeiro Gonçalves Santos FC (trener Émerson LEĂO): FÁBIO COSTA – MAURINHO – Mauro Sérgio Viriato Mendes, ANDRÉ LUÍS Garcia ALEX Rodrigo, LÉO – Leonardo Lourenço Bastos, PAULO ALMEIDA Santos, RENATO Dirnei Florêncio, ELANO Blumer, DIEGO RIBAS da Cunha (3 ROBERT da Silva Almeida, 90 MICHEL dos Reis Santana), ROBINHO – Robson de Souza, WILLIAM Júnior Salles de Lima Souza (73 ALEXANDRE de Oliveira da Silva) |

Mistrzem Brazylii w roku 2002 został klub Santos FC, natomiast wicemistrzem Brazylii – klub Corinthians Paulista. Jako finaliści Corinthians Paulista i Santos FC zakwalifikowali się do Copa Libertadores 2003. Ponieważ Corinthians miał już zapewniony udział w tym turnieju (jako zdobywca Copa do Brasil), dodatkowe miejsce otrzymał trzeci klub mistrzostw Brazylii w tym sezonie – Grêmio Porto Alegre (czyli ten z dwóch półfinalistów, który był wyżej w ligowej tabeli). Czwartym klubem brazylijskim był Paysandu SC.

## Końcowa klasyfikacja sezonu 2002
| Poz | Klub                 | Mecze | Zw | Rem | Por | Pkt | BrZd | BrStr |
| --- | -------------------- | ----- | -- | --- | --- | --- | ---- | ----- |
| 1   | Santos FC            | 31    | 16 | 6   | 9   | 54  | 59   | 41    |
| 2   | Corinthians Paulista | 31    | 15 | 7   | 9   | 52  | 50   | 46    |
| 3   | Grêmio Porto Alegre  | 29    | 13 | 9   | 7   | 48  | 41   | 32    |
| 4   | Fluminense FC        | 29    | 14 | 4   | 11  | 46  | 49   | 51    |
| 5   | São Paulo            | 27    | 16 | 4   | 7   | 52  | 59   | 40    |
| 6   | São Caetano          | 27    | 15 | 5   | 7   | 50  | 44   | 31    |
| 7   | EC Juventude         | 27    | 12 | 6   | 9   | 42  | 34   | 31    |
| 8   | Atlético Mineiro     | 27    | 12 | 4   | 11  | 40  | 52   | 51    |
| 9   | Cruzeiro EC          | 25    | 11 | 6   | 8   | 39  | 40   | 39    |
| 10  | EC Vitória           | 25    | 11 | 4   | 10  | 37  | 46   | 42    |
| 11  | Coritiba FBC         | 25    | 11 | 3   | 11  | 36  | 34   | 34    |
| 12  | Goiás EC             | 25    | 10 | 6   | 9   | 36  | 42   | 39    |
| 13  | AA Ponte Preta       | 25    | 10 | 4   | 11  | 34  | 35   | 34    |
| 14  | Athletico Paranaense | 25    | 9  | 7   | 9   | 34  | 39   | 33    |
| 15  | CR Vasco da Gama     | 25    | 10 | 3   | 12  | 33  | 37   | 38    |
| 16  | Guarani FC           | 25    | 9  | 6   | 10  | 33  | 32   | 35    |
| 17  | Figueirense FC       | 25    | 9  | 4   | 12  | 31  | 34   | 43    |
| 18  | CR Flamengo          | 25    | 8  | 6   | 11  | 30  | 38   | 39    |
| 19  | EC Bahia             | 25    | 8  | 6   | 11  | 30  | 35   | 37    |
| 20  | Paysandu SC          | 25    | 9  | 2   | 14  | 29  | 35   | 46    |
| 21  | SC Internacional     | 25    | 7  | 8   | 10  | 29  | 36   | 37    |
| 22  | Paraná Clube         | 25    | 8  | 4   | 13  | 28  | 37   | 42    |
| 23  | Portuguesa           | 25    | 7  | 6   | 12  | 27  | 26   | 40    |
| 24  | SE Palmeiras         | 25    | 6  | 9   | 10  | 27  | 37   | 46    |
| 25  | SE Gama              | 25    | 7  | 4   | 14  | 25  | 30   | 39    |
| 26  | Botafogo FR          | 25    | 6  | 7   | 12  | 25  | 24   | 39    |

- SE Palmeiras, choć spadł do II ligi, został dopuszczony do gry w Copa Sudamericana 2003